# Nicolas Mayer
Pour les articles homonymes, voir Mayer.
Nicolas Mayer (né le 6 octobre 1990 à Saint-Étienne) est un sauteur à ski français.

## Biographie
Il fait ses débuts en Coupe du monde en décembre 2007 à Kuusamo. C'est dans la même localité qu'il réalise son meilleur résultat en Coupe du monde avec une 22e place en novembre 2011.
Il a connu une sélection en championnat du monde pour l'édition 2011.
En août 2013, à l'occasion du Grand Prix de Courchevel, il monte sur la troisième marche du podium de la compétition par équipes en compagnie de Vincent Descombes-Sevoie, Coline Mattel et Léa Lemare.
À l'issue de la saison 2014-2015, Nicolas Mayer annonce sa retraite sportive.

## Palmarès

### Championnats du monde
| Épreuve / Édition | Oslo 2011 |
| Petit tremplin    | 46e       |
| Grand tremplin    | 48e       |

### Coupe du monde
- Meilleur classement général : 64e en 2012.
- Meilleur résultat individuel : 22e.

#### Différents classements en Coupe du monde
| Année     | Classement général final |
| 2008-2009 | 90e                      |
| 2011-2012 | 64e                      |